# Resident Evil 2 (игра, 2019)
Resident Evil 2 (в Японии известна как Biohazard RE:2) — компьютерная игра в жанре survival horror, разработанная Capcom R&D Division 1 и изданная Capcom 25 января 2019 года для PlayStation 4, Xbox One и Windows. Ремейк одноимённой игры 1998 года. В 2022 году были выпущены версии для Nintendo Switch, PlayStation 5 и Xbox Series X/S. Выход версий для iOS, iPadOS и macOS состоялся 10 декабря 2024 года.
Сюжетная кампания игры рассказывает о полицейском-новичке Леоне Скотте Кеннеди и студентке Клэр Редфилд, которые пытаются выбраться из города Раккун-сити, поражённого зомби-вирусом.

## Игровой процесс
Resident Evil 2 является игрой в жанре survival horror. В отличие от оригинальной игры 1998 года, игровой мир которой представлен нарисованными задниками, по которым «перемещались» трёхмерные модели героев и врагов, игровой мир ремейка представлен полноценными трёхмерными уровнями. Игровая камера также претерпела изменения: в ремейке используется перспектива от третьего лица с видом «из-за плеча» главного героя, в то время, как в оригинале используется «статичная» камера.
В начале прохождения игры игрок может выбрать одного из двух главных героев, которым он начнёт проходить сюжетную кампанию. Вторая часть сюжета игры проходится вторым персонажем соответственно. Игровой процесс за разных персонажей незначительно отличается. Во время второго прохождения путь, пройденный персонажем, оказывается схожим, но ключевые сюжетные события — иными. Истинная концовка становится доступна после завершения обеих сюжетных линий. Сюжет в игре подаётся с помощью кат-сцен, а также различных записок и заметок. Также игроку предлагается выбрать один из трёх уровней сложности, в зависимости от которого изменяются получаемый главным героем урон, количество боеприпасов, а также некоторые другие игровые механики (Например, на последнем уровне сложности, как и в оригинальной игре, процедура сохранения игры требует от игрока наличие расходуемых «лент для печатной машинки»).
В игре представлен разнообразный арсенал оружия, который представлен огнестрельным и метательным оружием (например, светошумовые и осколочные гранаты), а также оружием ближнего боя. Разные типы огнестрельного оружия требуют разные виды патронов. Патроны могут быть найдены на уровнях или созданы из подходящих ингредиентов. Также, огнестрельное оружие может быть доработано. В качестве оружия ближнего боя игрок может использовать нож, который со временем изнашивается и приходит в негодность. Все оружие, патроны и другие предметы хранятся в инвентаре персонажа, который изначально представлен 8 ячейками и впоследствии может быть расширен с помощью набедренных сумок, каждая из которых увеличивает вместимость на 2 ячейки. Предметы из инвентаря могут быть выброшены и потеряны навсегда или переложены в один из ящиков.
Главному герою противостоят несколько видов противников: рядовыми противниками выступают зомби — люди и животные. Рядовые противники могут быть замедлены, оглушены на определённый промежуток времени или убиты. Помимо обычных противников протагониста большую часть сюжетной кампании преследует монстр Тиран, которого невозможно убить. Как и в прошлых частях серии в игре присутствуют боссы.
Игровой процесс предлагает не только схватки с зомби и боссами, но и исследование уровней, совмещённое с решением различных головоломок.

## Сюжет
События игры происходят 29 сентября 1998 года, спустя два месяца после событий первой Resident Evil и её ремейка, в среднезападном американском городе Раккун-сити. В результате утечки T-вируса, новейшего биологического оружия, тайно разрабатываемого фармацевтической корпорацией Umbrella, практически все жители города превратились в зомби. Два главных героя, новичок-полицейский Леон Скотт Кеннеди, и студентка колледжа Клэр Редфилд, встречаются на пригородной заправке, где обнаруживают заражённых людей. Доехав до города, они попадают в аварию, из-за которой вынуждены разделиться. Оба договариваются встретиться в полицейском участке, где они планируют найти укрытие от мутировавших жителей города.
Линия Леона
Добравшись до полицейского участка, Леон узнаёт, что большая часть полицейских либо погибла, либо превратилась в зомби, за исключением пары полицейских, одного из которых на глазах у Леона убивают зомби, а второй, офицер Марвин Брана, оказался тяжело раненым. Он рассказывает Леону про тайный ход, через который тот попадает на подземные этажи. Там Леон сталкивается в бою с неизвестным мутантом, заражённым G-вирусом. Победив его, Леон выбирается на подземную стоянку полицейского участка, где встречается с некоей Адой Вонг, которая представляется агентом ФБР. Отказавшись объяснять происходящее ввиду конфиденциальности, она советует Леону поскорей убраться из города, после чего удаляется.
Обыскав подземный этаж, Леон встречает репортёра Бена Бертолуччи, запертого в клетке. Тот говорит, что его запер тут начальник полиции Брайан Айронс из-за того, что у Бена был на него компромат. Бен просит Леона, чтобы тот его выпустил, так как у него есть ключ-карта от ворот стоянки, но внезапно стену за спиной репортёра пробивает чья-то рука, и мгновенно убивает его, раздавив голову. В процессе поиска ключей от камеры, Леон сталкивается с убийцей Бена — Тираном, посланным Umbrella для ликвидации свидетелей. Добыв ключ-карту, Леон вместе с подоспевшей Адой Вонг уходит из полицейского участка и пробираются в канализацию через оружейный магазин. На спуске герои встречают Аннет Биркин, одну из ведущих учёных Umbrella. Ада требует у неё некий образец, но та наотрез отказывается его отдавать. В итоге она ранит Леона, от чего тот теряет сознание, и убегает. Обработав рану Леона, Ада отправляется в погоню за Аннет, но женщине удаётся скрыться, а Ада получает ранение. Очнувшийся Леон спешит к ней, по пути второй раз столкнувшись с G-мутантом, уже перешедшим во вторую стадию, но вновь побеждает. Добравшись до Ады, они вместе садятся на монорельс, ведущий в лабораторию NEST — место, где всё началось.
Там герои разделяются. Леон направляется на поиски образца G-вируса. По пути он попадает в дендрарий, где испытывали некий образец мутировавшего растения, где вновь сталкивается с Тираном. Добравшись до главного крыла, он находит образец. На обратном пути он в очередной раз встречает G-мутанта, достигшего своей третьей формы, и вновь его побеждает. В ходе боя он сильно ранит подоспевшую Аннет. Оказывается, этот мутант — Уильям Биркин, её муж. Также она рассказывает, что Ада вовсе не работает на ФБР, а образец вируса ей нужен лишь для того, чтобы продать его.
На пути к лифту Леон сталкивается с Адой, но не спешит отдавать ей образец вируса, и допрашивает её. Она подтверждает, что действительно не работает на ФБР, но вирус ей нужен вовсе не для того, чтобы продать его, а наоборот, чтобы не дать завладеть им никому. Разговор прерывает умирающая Аннет, которая стреляет в Аду, после чего та падает вниз вместе с образцом.
В комплексе активировалась система самоуничтожения, и у Леона осталось всего 10 минут, чтобы сбежать из него. Леон добирается до погрузочного лифта, где в последний раз сталкивается с Тираном и уничтожает его при помощи гранатомёта, сброшенного ему чудом выжившей Адой. Леон добирается до поезда, ведущего на поверхность, где встречает Клэр и некую маленькую девочку по имени Шерри.
Линия Клэр
Клэр добирается до полицейского участка на том моменте, когда Леон находит потайной путь. Там Клэр находит записку Криса, в которой говорится, что он уехал в Европу искать главный офис Umbrella. Клэр направляется в подземелье, где встречает Шерри — маленькую девочку, а также преследующего её монстра (Уильяма Биркина). Победив его, Клэр вместе с Шерри выбираются на автомобильную стоянку, где встречают начальника полиции Брайана Айронса, который хватает Шерри и уходит с ней, оставив Клэр запертой на стоянке. Девушка направляется в офис Айронса в надежде найти там ключ-карту от стоянки, где также узнаёт, что Umbrella платила Айронсу, чтобы он скрывал их деятельность и факт того, что под полицейским участком находится их лаборатория. Клэр находит ключ-карту, что начальник полиции видит через камеры, и связывается с ней, заставляя прийти в приют и принести кулон Шерри, который порвался и остался на стоянке.
В приюте Шерри пытается выбраться из плена, но Айронс её замечает и пытается схватить. Но защищаясь, Шерри обливает его кислотой, из-за чего тот приходит в ярость и наполовину слепнет. После напряжённой сцены пряток, Айронс всё-таки находит Шерри, но тут в здание врывается мутировавший Биркин, который заражает Айронса вирусом. Подоспевшая к этому моменту Клэр отбивается от мутанта и становится свидетелем смерти Айронса. В этот момент в здание приюта входит ещё и Тиран. Забравшись в лифт, Шерри и Клэр оказываются в тупике, но в последний момент Тирана пронзает когтями мутировавший Биркин, после чего обрушивает лифт.
Очнувшись после падения, Клэр встречает Аннет. Пытаясь выяснить, куда делась Шерри, Клэр узнаёт, что девочка — дочь Аннет, а мутировавший Уильям преследует её чтобы заразить G-вирусом и таким образом получить потомство. В итоге Клэр находит Шерри, но обнаруживает, что Биркин её всё-таки заразил. На монорельсе они отправляются в NEST, в надежде найти антидот. Попав в лабораторию, Клэр связывается с Аннет, которая говорит ей, где найти антидот. Добравшись до цели, она обнаруживает, что медальон Шерри был ключом от капсулы с антидотом. Вскоре Клэр опять встречает Биркина и побеждает его. Раненная Аннет умоляет Клэр спасти её дочь и умирает.
Клэр излечивает Шерри, и в этот момент комплекс начинает обратный отсчёт до самоуничтожения. Пара выбирается до депо с поездом, где сталкиваются с мутировавшим до четвёртой стадии Биркина. С трудом победив его, Клэр запускает поезд и уезжает на поверхность вместе с Шерри. Вскоре к ним присоединяется Леон.
Истинная концовка
Внезапно поезд начинает сильно трясти, а из заднего вагона доносится чудовищный рёв. Оказывается, это мутировавший до финальной стадии Биркин, превратившийся в бесформенную биомассу, захватившую половину вагона. Герои отцепляют вагон и чудовище окончательно погибает во взрыве.
В заключительной сцене, уже выбравшиеся из поезда на поверхность герои идут по дороге и обсуждают, что будут делать дальше. Леон и Клэр дают себе обещание, что сделают всё, что в их силах, чтобы не допустить того кошмара, что случился с Раккун-Сити.

## Дополнительный контент

### «Четвёртый выживший»
На протяжении игры игрок может находить видеокассеты, рассказывающие об операции отряда внутренней безопасности Umbrella USS «Альфа», и проливающие свет на причину начала эпидемии. После истинной концовки открывается бонусный режим «Четвёртый выживший», завершающий историю отряда.
Создав G-вирус, Уильям Биркин решил продать его вооружённым силам США, но о его планах прознало руководство Umbrella и направило в NEST отряд USS «Альфа» для захвата образцов вируса и самого Биркина. Во время задержания учёного один из солдат ненароком его расстреливает. Провалив операцию, отряд забирает образцы вируса и уходит. Но перед смертью Биркин вкалывает себе сохранившуюся дозу вируса, и превратившись в монстра, преследует бойцов отряда и убивает их одного за другим. Настигнув взвод в канализации, он разбивает взятые отрядом ампулы с T-вирусом, которым заражаются крысы и разносят его через канализацию по всему городу.
Единственным выжившим из всего отряда оказался его командир — агент с позывным «ХАНК». Спустя довольно долгое время после начала эпидемии, он связывается с командой эвакуации, и чудом избежав смерти, эвакуируется из Раккун-Сити.

### «Выжившие призраки»
После выхода игры было выпущено дополнение с четырьмя альтернативными дополнительными мини-сценариями за эпизодических персонажей игры.
- «Нет времени на траур» — владелец оружейной лавки Роберт Кендо после смерти своей дочери ловит сигнал с вертолёта эвакуации, и добравшись до него, покидает город[11].
- «Беглец» — дочь мэра Кэтрин Уоррен ищет своего возлюбленного Бена Бертолуччи, но попадает в руки Брайана Айронса. Сбежав, она добирается до полицейского участка и освобождает Бена[11].
- «Забытый солдат» — второй выживший из отряда «Альфа» получает в руки последний образец T-вируса, и добирается до монорельса, ведущего из лаборатории, но там сталкивается с Адой Вонг, принуждающей его отдать образец ей. Судьба солдата остаётся неизвестной[11].
- «Нет выхода» — офицер полиции Дэниэл Кортини попадает в окружение заражённых на пригородной заправке. Спустя время его находит Леон и спасает[12].

## Разработка
На ранних этапах в Capcom обсуждалось множество вариантов. Создатели пробовали установить вид от первого лица и фиксированную камеру в духе «старой школы», но в конечном счёте решили, что управление от третьего лица работает лучше. И хотя не все фанаты приняли данное введение, после выставки E3 2018, реакция в целом была положительной. Продюсер Цуёси Канда заявил, что игра не будет поддерживать режим VR, поскольку это разрушит атмосферу ужаса. Бренд-менеджер Майк Лунн сообщил: Resident Evil 2 не является точным воспроизведением оригинала с современной графикой. По его словам, это новая часть, созданная на основе старой. Поэтому разработчики и не используют слово «ремейк». Ёсиаки Хирабаяси признался, что стоило большого труда сохранить некоторые сцены, например, бой с аллигатором, чтобы всё выглядело реалистично.
В создании игры задействовано не менее 800 человек, что на 200 больше, чем работало в Resident Evil 6.

Если вы хотите показать кровавое насилие, то можно просто вставить жестокую сцену. Мы делаем иначе: наша цель — показать насилие во времени, подчеркнуть, что прежде в этом месте не происходило ничего страшного. У этой игры два аспекта: это новейшая часть серии, одновременно пытающаяся вписать в современный контекст концепцию оригинальной Resident Evil 2. Мы возвращаемся к оригинальным методам выражения, углубляемся в старую концепцию и пытаемся понять, стоит ли нам оставить какой-то элемент как есть и просто «отполировать» его или же серьёзно изменить. Или вовсе переделать с нуля? Этот процесс продолжается в течение всей разработки.— Ёсиаки Хирабаяси о ремейке Resident Evil 2.
26 мая 2022 года было объявлено о том, что игра станет доступна в стриминговом сервисе Amazon Luna в июне 2022 года. Версии для консолей следующего поколения PlayStation 5 и Xbox Series X/S (а также для Windows) были выпущены 13 июня 2022 года во составе масштабного обновления, включавшего также новые версии для Resident Evil 7: Biohazard (2017) и Resident Evil 3 (2020). Обновленные версии игр получили улучшения визуального оформления, включая трассировку лучей и режим с высокой частотой кадров. Версия для PlayStation 5 также поддерживает новые возможности контроллера DualSense. Владельцы любых версий игры, включая версии для PlayStation 4 и Xbox One, получили обновление бесплатно. 13 сентября 2022 года была анонсирована облачная версия игры для Nintendo Switch, которая была выпущена позже в том же году. 10 декабря 2024 года были выпущены версии для iOS, iPadOS и macOS.

## Выпуск

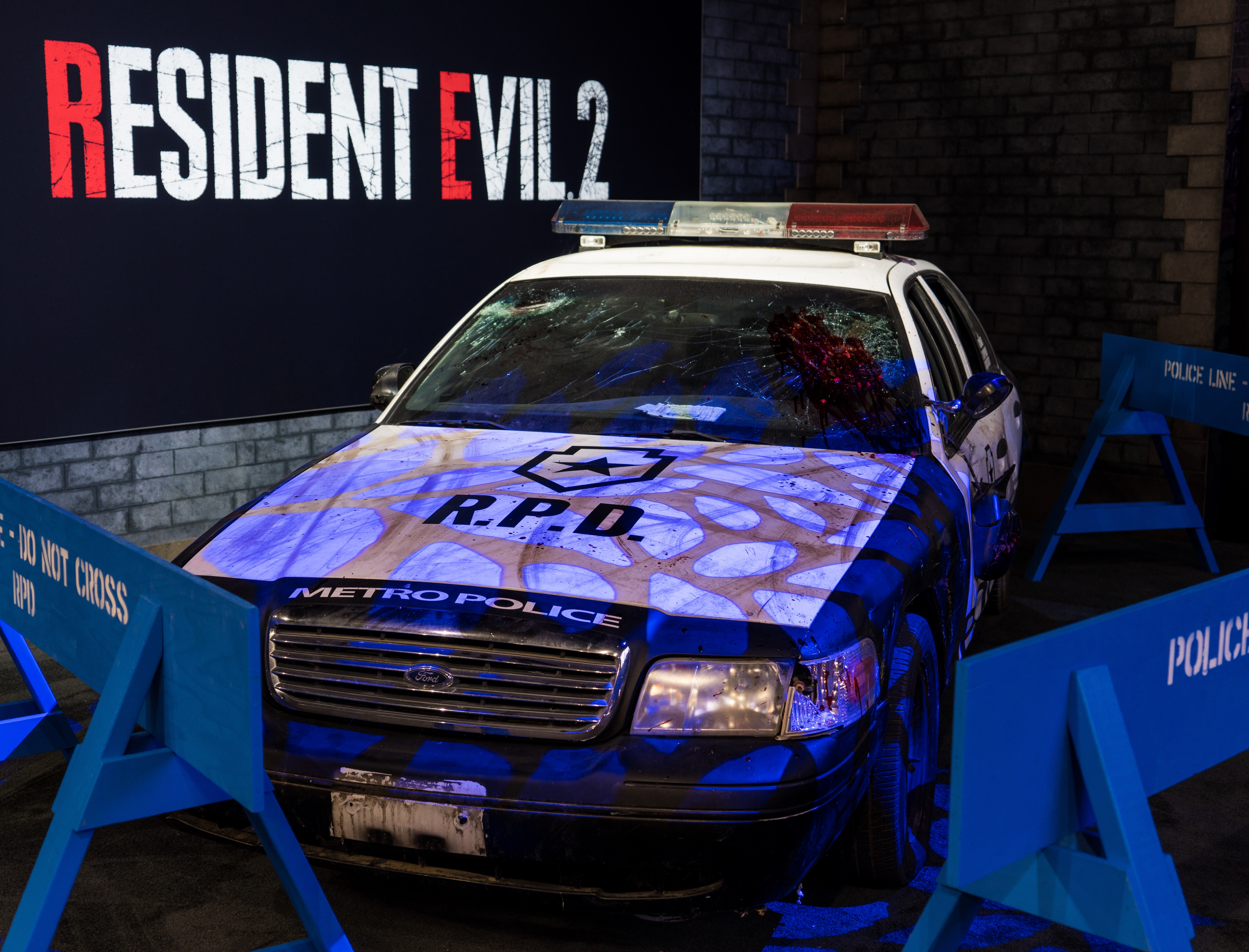
Выставка Resident Evil 2 на E3 2018

Первоначальный анонс игры состоялся 15 августа 2015 года на официальном YouTube-канале франшизы Resident Evil, где продюсер Ёсиаки Хирабаяси сообщил, что разработка проекта была официально одобрена. Также он сообщил, что разработчиками игры выступит студия Capcom R&D Division 1. Полноценный анонс состоялся почти 3 года спустя, 11 июня 2018 года, на выставке E3 2018.
За 2 недели до выхода, 11 января 2019 года, была выпущена демоверсия, получившая название «1-Shot Demo», на прохождение которой игроку давалось ровно 30 минут реального времени. Демоверсия была доступна до 31 января.
Выход игры состоялся 25 января 2019 года для PlayStation 4, Xbox One и Windows. В Японии Resident Evil 2 издаётся, как Biohazard RE:2 (яп. バイオハザード RE:2 Байохадза:до RE:Тсу:, стилизовано BIOHAZARD RE:2). В этой стране игра распространяется в 2 изданиях: цензурированном стандартном издании, а также в «Z-издании», количество жестоких элементов в котором приближено к западному изданию без цензуры.

### Продажи
За первую неделю, по данным Capcom, было продано 3 миллиона копий. Также Resident Evil 2 стала самой продаваемой игрой в европейском PlayStation Store в январе 2019 года. Согласно отчёту NPD Group за аналогичный период, ремейк оказался на втором месте после Kingdom Hearts III в чарте продаж на рынке США. 27 февраля 2019 года компания Capcom сообщила о том, что в магазины отгружено 4 миллиона копий проекта. В Steam на конец марта 2019 года Resident Evil 2 приобрели более миллиона пользователей, обойдя по продажам Resident Evil 7. Согласно отчёту Capcom, на 31 декабря 2020 года игра разошлась тиражом 7,8 миллионов проданных копий. К концу третьего квартала 2022 финансового года продажи увеличились до 9,3 млн копий. На 30 июня 2023 года в списке «платиновых проектов» у Resident Evil 2 было 12,6 млн копий. 21 июня 2024 года тираж достиг 13,9 млн копий, на 31 декабря 2024 года — 15 млн, на 31 марта 2025 года — 15,4 млн.

## Отзывы и критика
| Сводный рейтинг       | Сводный рейтинг                                 |
| Агрегатор             | Оценка                                          |
| --------------------- | ----------------------------------------------- |
| GameRankings          | - (PC) 89,33 % - (PS4) 92,39 % - (XONE) 94,44 % |
| Metacritic            | (PC) 89/100 (PS4) 91/100 (XONE) 93/100          |
| OpenCritic            | 92/100                                          |
| Иноязычные издания    |                                                 |
| Издание               | Оценка                                          |
| Destructoid           | 9/10                                            |
| EGM                   | 9,5/10                                          |
| Famitsu               | 37/40                                           |
| Game Informer         | 9,5/10                                          |
| GameSpot              | 9/10                                            |
| GamesRadar+           | [ 53 ]                                          |
| IGN                   | 9,0/10                                          |
| PC Gamer (US)         | 89/100                                          |
| Gamereactor           | 9/10                                            |
| The Guardian          | [ 57 ]                                          |
| The Daily Telegraph   | [ 58 ]                                          |
| Русскоязычные издания |                                                 |
| Издание               | Оценка                                          |
| 3DNews                | 10/10                                           |
| Gameplay              | 5/5                                             |
| Gametech              | 10/10                                           |
| PlayGround.ru         | 9,7/10                                          |
| Riot Pixels           | 8,3/10                                          |
| StopGame.ru           | «Изумительно»                                   |
| «Игромания»           | [ 65 ]                                          |
| «Канобу»              | 9/10                                            |

Игра получила всеобщее признание от критиков и рецензентов различных изданий. По данным сайта-агрегатора рецензий Metacritic, средний балл оценок для платформы PlayStation 4 составляет 91 балл из 100 на основе 85 рецензий от различных изданий, для версий на Xbox One и PC (Microsoft Windows) — 93 и 89 баллов соответственно.
Киф Стюарт, рецензент журнала Guardian, поставил игре максимальную оценку в 5 звёзд и отметил, что игра сможет порадовать, как людей знакомых с оригиналом, так и тех, кто не играл в версию 1998 года. Аналогичную оценку поставил и Том Хоггинс из Daily Telegraph, назвав Resident Evil 2 «комбинацией подлинного ужаса с причудливыми загадками и достаточным количеством экшена, что делает её пугающей, но в то же время весёлой». Бен Ривс из Game Informer похвалил игру за большее отличие сюжетных кампаний Леона и Клэр друг от друга относительно Resident Evil 2 1998 года, отметил, что игра не только великолепно выглядит с точки зрения графической составляющей, но в неё также приятно и играть. Рецензент поставил игре 9.5 баллов из 10 возможных. Японский игровой журнал Famitsu выставил игре суммарную оценку от 4 рецензентов в 37 баллов из 40 возможных (9,9,10,9). Энди Келли, рецензент PC Gamer, поставил проекту 89 баллов из 100 возможных. В своём обзоре он назвал Resident Evil 2 «держащим в напряжении, испытывающим игрока на прочность, красивым ремейком классической игры в жанре survival horror с достаточным количеством свежих идей, чтобы он ощущался захватывающе новым».
В обзоре сайта Playground.ru Никита Пичурин похвалил игру за выверенный до мелочей игровой процесс, отличную графическую составляющую и умение держать игрока в напряжении, но при этом отметил, что игра наиболее хорошо раскрывает свой потенциал на последнем уровне сложности. Resident Evil 2 получила оценку в 9.7 балла из 10 возможных от данного сайта. Портал «Игромания» в своей рецензии порекомендовал игру к прохождению: в качестве достоинств Денисом Павлушкиным были выделены «понимание сути первоисточника», умение держать игрока в напряжении, хорошую работу с графической составляющей и звуковыми эффектами, однако рецензента огорчили дизайн боссов и сюжет.
В обзоре Lenta.ru подчёркивается, что 1998 год был определяющим в истории видеоигр. Возможно, самым важным, что позволяет говорить о существовании собственной «классики» — тех образцов, к которым можно вернуться спустя десятилетия и открыть их для себя заново. Ремейк Resident Evil 2 сложно оценивать как самостоятельную игру, соизмеряя беспристрастную шкалу оценок с ностальгическими элементами. Но как объект реставрации — это недосягаемая вершина.
Редакция российского игрового интернет-портала StopGame.ru назвала Resident Evil 2 игрой года в своем подведении итогов 2019 года.
В 2024 году сайт IGN опубликовал список 100 лучших игр для PlayStation всех времён, ремейк Resident Evil 2 занял 11 место, уступив в первой десятке Baldur's Gate 3.

### Награды
| Год  | Награда                          | Категория                                                   | Результат | Ref                         |
| ---- | -------------------------------- | ----------------------------------------------------------- | --------- | --------------------------- |
| 2018 | Game Critics Awards              | Лучшее шоу                                                  | Победа    | [ 70 ]                      |
| 2018 | Game Critics Awards              | Лучшая консольная игра                                      | Номинация | [ 70 ]                      |
| 2018 | Game Critics Awards              | Лучший Action/Adventure игра                                | Номинация | [ 70 ]                      |
| 2019 | Japan Game Awards                | Награда за превосходство                                    | Победа    | [ 71 ]                      |
| 2019 | Golden Joystick Awards           | Лучшее Аудио                                                | Победа    | [ 72 ] [ 73 ] [ 74 ] [ 75 ] |
| 2019 | Golden Joystick Awards           | Ультимативная игра года                                     | Победа    | [ 72 ] [ 73 ] [ 74 ] [ 75 ] |
| 2019 | Hollywood Music in Media Awards  | Оригинальная песня — Видео игра («Saudade»)                 | Победа    | [ 76 ] [ 77 ]               |
| 2019 | The Game Awards 2019             | Игра года 2019                                              | Номинация | [ 78 ]                      |
| 2019 | The Game Awards 2019             | Лучшее направление игры                                     | Номинация | [ 78 ]                      |
| 2019 | The Game Awards 2019             | Лучший Аудио Дизайн                                         | Номинация | [ 78 ]                      |
| 2019 | The Game Awards 2019             | Лучший Action/Adventure игра                                | Номинация | [ 78 ]                      |
| 2020 | New York Game Awards             | Big Apple Award за лучшую игру года                         | Номинация | [ 79 ] [ 80 ]               |
| 2020 | New York Game Awards             | Премия Freedom Tower Award за лучший ремейк                 | Победа    | [ 79 ] [ 80 ]               |
| 2020 | 23rd Annual D.I.C.E. Awards      | Adventure игра года                                         | Номинация | [ 81 ]                      |
| 2020 | 23rd Annual D.I.C.E. Awards      | Выдающиеся достижения в области звукового дизайна           | Номинация | [ 81 ]                      |
| 2020 | 23rd Annual D.I.C.E. Awards      | Выдающиеся достижения в области художественного направления | Номинация | [ 81 ]                      |
| 2020 | NAVGTR Awards                    | Игра года                                                   | Номинация | [ 82 ] [ 83 ]               |
| 2020 | NAVGTR Awards                    | Направление в игровом кино                                  | Номинация | [ 82 ] [ 83 ]               |
| 2020 | NAVGTR Awards                    | Игра, Классическое Возрождение                              | Победа    | [ 82 ] [ 83 ]               |
| 2020 | NAVGTR Awards                    | Редактирование звука в игровом кинотеатре                   | Номинация | [ 82 ] [ 83 ]               |
| 2020 | SXSW Gaming Awards               | Превосходство в SFX                                         | Номинация | [ 84 ]                      |
| 2020 | Famitsu Dengeki Game Awards 2019 | Лучший Action/Adventure игра                                | Номинация | [ 85 ]                      |
| 2020 | 18th Annual G.A.N.G. Awards      | Оригинальная песня — Видео игра («Saudade»)                 | Номинация | [ 86 ]                      |